# Destructors
Destructors (Warlords of the 21st Century) è un film del 1982 diretto da Harley Cokeliss. È una storia fantascientifica di ambientazione post apocalittica.

## Trama
In un anno imprecisato del XXI secolo, una crisi petrolifera e una guerra nucleare hanno stravolto la civiltà, facendone dimenticare le leggi. Tra le macerie di un deserto i sopravvissuti si radunano in piccole città-stato, muovendosi perlopiù di giorno con calesse a trazione animale ricavati da carcasse di antiche automobili, lavorando nei campi, cercano di vivere in pace. I loro peggiori nemici sono i signori della guerra, ex militari che si danno al brigantaggio con l'ausilio di mezzi corazzati. Tra questi vi è il colonnello Straker, che con la sua fortezza mobile (ricavata da un camion della spazzatura) assale le comunità rurali delle vicinanze.
Corlie, la figlia del colonnello, è disgustata a tal punto dalle malefatte del padre da decidersi di darsi alla fuga: essa viene accolta nella casa di un ex ufficiale motociclista, Hunter, e quest'ultimo s'innamorerà di lei. Cerca di proteggerla infiltrandola in una comunità rurale alla quale fornisce sporadica protezione. Corlie, ora al sicuro, s'integra nella comunità abbastanza bene, se non fosse per la diffidenza di judd, il quale pensa che per cavarsi dai guai sia il caso di riportare la pecora all'ovile.
Alla fine il camion finisce in una scarpata, esplodendo in maniera inspiegabile, ed il nostro eroe s'allontana in moto mentre lei lo piange, il tutto dopo averla riportata alla comunità con cui potrà vivere per sempre.

## Produzione
Si tratta del primo film prodotto dalla casa americana Battletrucks Ltd.
Le riprese si svolsero nel deserto della Nuova Zelanda e durarono due settimane, a cui se ne aggiunsero altre due per il montaggio e gli effetti speciali. Le scenografie furono montate in un pomeriggio utilizzando materiali di scarto e cimeli di modernariato.

## Distribuzione

### Titoli alternativi
- Carro armato: Italia (Titolo utilizzato per un festival)
- Battletruck: Stati Uniti d'America, Filippine (Titolo in inglese)
- Battle Truck: Australia
- Battletruck: I mihani tis vias: Grecia
- Der Kampfkoloß: RFT
- Taistelurekka: Finlandia
- Le camion de la mort: Francia
- O Carro de Combate: Portogallo

In Finlandia venne presentato al pubblico per la prima volta in versione doppiata nel 2008 in occasione del Night Vision Film Festival tenutosi a Tampere il 26 ottobre.

## Riconoscimenti
- 1982 - Sitges - Festival internazionale del cinema della Catalogna
  - Migliore attrice (Annie McEnroe)